# Hermann Pogge
Hermann Pogge, unter Hinzufügung von Besitznamen auch Pogge-Striesenow, Pogge-Pölitz oder Pogge-Roggow (* 28. Mai 1831 in Striesenow; † 6. Dezember 1900 in Roggow) war ein  Mitglied des Reichstages.

## Leben
Hermann Pogge wurde als jüngerer Sohn des Rittergutsbesitzers Johann Pogge (1793–1854) und dessen Ehefrau Luise geb. Behm (1799–1882), geboren. Er  besuchte das Gymnasium in Neubrandenburg, studierte von 1850 bis 1852 in Göttingen und Berlin und war Rittergutsbesitzer auf Roggow bei Lalendorf in Mecklenburg-Schwerin. Ab 1851 war er Mitglied des Corps Bremensia Göttingen.
Von 1871 bis 1878 war er Mitglied des Deutschen Reichstags für die Nationalliberale Partei und den Reichstagswahlkreis Großherzogtum Mecklenburg-Schwerin 4 (Malchin - Waren).
Franz Pogge, ebenfalls Mitglied des Reichstags, war sein Bruder.